# 모토크로스

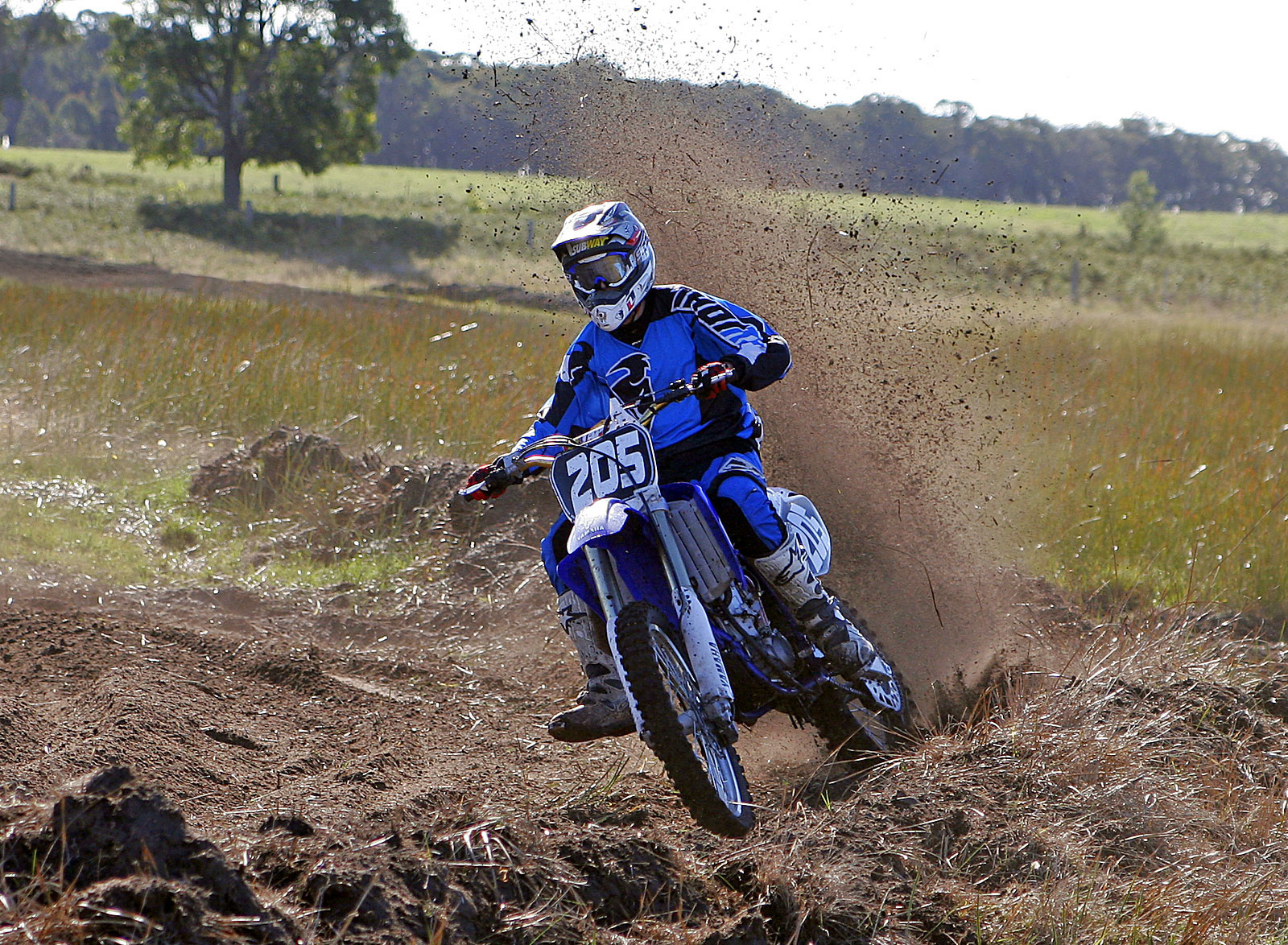
모토크로스

모토크로스(영어: Motocross)는 오토바이 경기 중 하나이다. 모토크로스는 밀폐된 오프로드 서킷에서 열리는 오프로드 오토바이 경주의 한 형태이다. 이 스포츠는 영국에서 열린 오토바이 트라이얼 대회에서 발전했다.

## 역사
모토크로스는 1909년 오토사이클 클럽스(Auto-Cycle Clubs)의 첫 번째 분기별 트라이얼과 1912년에 시작된 스소티시 식스 데이즈 트라이얼(Scottish Six Days Trial)과 같은 오토바이 트라이얼 대회에서 영국에서 처음으로 발전했다. 결승선까지 가장 빠른 라이더가 되자 이 활동은 "헤어 스크램블"(hare scramble)로 알려지게 되었는데, 이는 그러한 초기 경주를 묘사하는 "희귀하고 오래된 스크램블"이라는 문구에서 유래되었다고 한다. 영국에서는 스크램블 경주(또는 그냥 스크램블)로 알려졌으나 이 스포츠는 인기가 높아졌고 대회는 오토바이, 모토사이클렛 또는 모토를 뜻하는 프랑스어 단어를 줄여서 포트만토를 "크로스 컨트리"로 결합시켜 국제적으로 "모토크로스 경주"로 알려지게 되었다.
1924년 서리주 캠벌리에서 처음으로 알려진 스크램블 경주이다. 최초의 모토크로스 경주 100주년은 2024년 3월에 기념될 예정이다. 1924년 이벤트를 달렸던 바로 그 컵(cup)이 같은 땅에서 다시 달리는 것이다. 엔트리는 150명으로 제한된다. 1930년대에 이 스포츠는 특히 BSA(Birmingham Small Arms Company), 노턴, 매치리스, 러지(Rudge) 및 AJS 팀이 경기에 참가한 영국에서 인기가 높아졌다. 경기장 내부 인공 트랙에서 열린 최초의 모터크로스 경주는 1948년 8월 28일 파리 교외 몽루즈 버팔로 경기장에서 열렸다. 이 이벤트는 슈퍼크로스 대회의 전신이었다.
그 시대의 오프로드 오토바이는 거리에서 사용되는 오토바이와 거의 다르지 않았다. 험난한 지형에서의 치열한 경쟁은 오토바이의 기술적 발전으로 이어졌다. 견고한 프레임은 1930년대 초반에 서스펜션으로 대체되었고 제조업체가 이를 대부분의 거리 자전거 생산에 통합하기 몇 년 전인 1950년대 초반에 스윙 포크 리어 서스펜션이 등장했다. 제2차 세계대전 이후에는 세계 최대의 오토바이 회사가 된 BSA가 지배했다. BSA 라이더들은 1940년대 내내 국제 대회를 장악했다.

## 같이 보기
- BMX